# Gran Premio motociclistico di Francia 2000
Il Gran Premio motociclistico di Francia 2000 corso il 14 maggio, è stato il quinto Gran Premio della stagione 2000 del motomondiale e ha visto vincere la Honda di Àlex Crivillé nella classe 500, Tōru Ukawa nella classe 250 e Yōichi Ui nella classe 125.
Con questa vittoria la Honda raggiunge quota 139 successi nella classe 500, raggiungendo in testa alla classifica dei maggiori vincitori di questa classe la MV Agusta, che deteneva il primato dal 1976.
Sempre nella classe 500, torna a gareggiare nel motomondiale Ron Haslam, che a 43 anni viene chiamato dal team Sabre Sport per sostituire l'infortunato Shane Norval. Curiosamente anche il figlio di Ron Haslm, Leon Haslam, è iscritto a questo GP ma nella classe 125. Nessuno dei due partecipa però alla gara domenicale, in quanto Leon non si qualifica, mentre Ron si infortuna in prova.

## Classe 500

### Arrivati al traguardo
| Pos | Nº | Pilota                   | Squadra                    | Motocicletta | Giri | Tempo     | Griglia | Punti |
| --- | -- | ------------------------ | -------------------------- | ------------ | ---- | --------- | ------- | ----- |
| 1   | 1  | Àlex Crivillé            | Repsol YPF Honda           | Honda        | 28   | 47:15.363 | 5       | 25    |
| 2   | 6  | Norick Abe               | Antena 3 Yamaha-d'Antin    | Yamaha       | 28   | +0.321    | 7       | 20    |
| 3   | 46 | Valentino Rossi          | Nastro Azzurro Honda       | Honda        | 28   | +1.155    | 10      | 16    |
| 4   | 24 | Garry McCoy              | Red Bull Yamaha WCM        | Yamaha       | 28   | +4.377    | 8       | 13    |
| 5   | 10 | Alex Barros              | Emerson Honda Pons         | Honda        | 28   | +5.240    | 3       | 11    |
| 6   | 2  | Kenny Roberts Jr         | Telefonica Movistar Suzuki | Suzuki       | 28   | +9.176    | 4       | 10    |
| 7   | 7  | Carlos Checa             | Marlboro Yamaha            | Yamaha       | 28   | +11.600   | 2       | 9     |
| 8   | 65 | Loris Capirossi          | Emerson Honda Pons         | Honda        | 28   | +12.174   | 9       | 8     |
| 9   | 55 | Régis Laconi             | Red Bull Yamaha WCM        | Yamaha       | 28   | +12.342   | 12      | 7     |
| 10  | 31 | Tetsuya Harada           | Blu Aprilia                | Aprilia      | 28   | +29.818   | 15      | 6     |
| 11  | 9  | Nobuatsu Aoki            | Telefonica Movistar Suzuki | Suzuki       | 28   | +38.477   | 14      | 5     |
| 12  | 99 | Jeremy McWilliams        | Blu Aprilia                | Aprilia      | 28   | +42.085   | 6       | 4     |
| 13  | 17 | Jurgen van den Goorbergh | Rizla Honda                | TSR-Honda    | 28   | +44.936   | 13      | 3     |
| 14  | 8  | Tadayuki Okada           | Repsol YPF Honda           | Honda        | 28   | +45.857   | 11      | 2     |
| 15  | 5  | Sete Gibernau            | Repsol YPF Honda           | Honda        | 28   | +50.834   | 16      | 1     |
| 16  | 11 | David de Gea             | Proton TEAM KR             | Modenas KR3  | 28   | +1:18.818 | 17      |       |
| 17  | 18 | Sébastien Le Grelle      | Tecmas Honda Elf           | Honda        | 27   | +1 giro   | 20      |       |

### Ritirati
| Nº | Pilota            | Squadra         | Motocicletta | Giri | Griglia |
| -- | ----------------- | --------------- | ------------ | ---- | ------- |
| 15 | Yoshiteru Konishi | FCC TSR         | TSR-Honda    | 9    | 18      |
| 4  | Max Biaggi        | Marlboro Yamaha | Yamaha       | 3    | 1       |

### Non partito
| Nº | Pilota     | Moto  | Griglia |
| -- | ---------- | ----- | ------- |
| 21 | Ron Haslam | Honda | 19      |

## Classe 250

### Arrivati al traguardo
| Pos | Nº | Pilota             | Squadra                    | Motocicletta | Giri | Tempo     | Griglia | Punti |
| --- | -- | ------------------ | -------------------------- | ------------ | ---- | --------- | ------- | ----- |
| 1   | 4  | Tōru Ukawa         | Shell Advance Honda        | Honda        | 26   | 44:42.954 | 5       | 25    |
| 2   | 56 | Shin'ya Nakano     | Chesterfield Yamaha Tech 3 | Yamaha       | 26   | +0.279    | 3       | 20    |
| 3   | 19 | Olivier Jacque     | Chesterfield Yamaha Tech 3 | Yamaha       | 26   | +2.521    | 6       | 16    |
| 4   | 13 | Marco Melandri     | Blu Aprilia                | Aprilia      | 26   | +20.531   | 4       | 13    |
| 5   | 14 | Anthony West       | Shell Advance Honda        | Honda        | 26   | +25.474   | 8       | 11    |
| 6   | 74 | Daijirō Katō       | Axo Honda Gresini          | Honda        | 26   | +36.681   | 1       | 10    |
| 7   | 8  | Naoki Matsudo      | Petronas Sprinta Team TVK  | Yamaha       | 26   | +42.599   | 11      | 9     |
| 8   | 6  | Ralf Waldmann      | Aprilia Germany            | Aprilia      | 26   | +46.083   | 2       | 8     |
| 9   | 37 | Luca Boscoscuro    | Diesel Vasco Rossi Racing  | Aprilia      | 26   | +48.751   | 10      | 7     |
| 10  | 9  | Sebastián Porto    | Edo Racing                 | Yamaha       | 26   | +49.128   | 19      | 6     |
| 11  | 21 | Franco Battaini    | Eurobet team Battaini      | Aprilia      | 26   | +55.586   | 7       | 5     |
| 12  | 16 | Johan Stigefelt    | Dee Cee Jeans Racing       | TSR-Honda    | 26   | +1:03.973 | 14      | 4     |
| 13  | 18 | Shahrol Yuzy       | Petronas Sprinta Team TVK  | Yamaha       | 26   | +1:07.028 | 12      | 3     |
| 14  | 26 | Klaus Nöhles       | Aprilia Germany            | Aprilia      | 26   | +1:09.460 | 15      | 2     |
| 15  | 30 | Alex Debón         | CC Valencia Airtel Aspar   | Aprilia      | 26   | +1:10.649 | 9       | 1     |
| 16  | 10 | Fonsi Nieto        | Antena 3 Yamaha-d'Antin    | Yamaha       | 26   | +1:11.700 | 25      |       |
| 17  | 41 | Jarno Janssen      | Rizla Honda                | TSR-Honda    | 26   | +1:23.677 | 21      |       |
| 18  | 66 | Alex Hofmann       | Racing Factory             | Aprilia      | 26   | +1:25.025 | 17      |       |
| 19  | 11 | Ivan Clementi      | Campetella Racing          | Aprilia      | 26   | +1:41.997 | 26      |       |
| 20  | 31 | Lucas Oliver Bultó | Antena 3 Yamaha-d'Antin    | Yamaha       | 25   | +1 giro   | 23      |       |
| 21  | 22 | Sébastien Gimbert  | Tino Villa Racing          | TSR-Honda    | 25   | +1 giro   | 29      |       |
| 22  | 52 | Julien da Costa    | Equipe de France           | Honda        | 25   | +1 giro   | 30      |       |
| 23  | 58 | Bruno Vecchioni    | Y.V.R.F                    | Yamaha       | 25   | +1 giro   | 33      |       |
| 24  | 53 | Eric Dubray        | Sport Moto Developpement   | Yamaha       | 25   | +1 giro   | 32      |       |

### Ritirati
| Nº | Pilota           | Squadra                   | Motocicletta | Giri | Griglia |
| -- | ---------------- | ------------------------- | ------------ | ---- | ------- |
| 77 | Jamie Robinson   | QUB Team Optimum          | Aprilia      | 21   | 18      |
| 25 | Vincent Philippe | Axo Honda Gresini         | TSR-Honda    | 19   | 16      |
| 15 | Adrian Coates    | QUB Team Optimum          | Aprilia      | 12   | 24      |
| 23 | Julien Allemand  | Yamaha Kurz Aral          | Yamaha       | 11   | 13      |
| 54 | David García     | PR2 - Circuito de Almería | Aprilia      | 10   | 27      |
| 24 | Jason Vincent    | Padgetts M/C Sales        | Aprilia      | 9    | 20      |
| 42 | David Checa      | Team Fomma                | TSR-Honda    | 9    | 22      |
| 57 | Hervé Mora       | Bentin Racing             | Honda        | 4    | 31      |
| 55 | Sylvain Guintoli | Equipe de France          | Honda        | 1    | 28      |

## Classe 125

### Arrivati al traguardo
| Pos | Nº | Pilota               | Squadra                     | Motocicletta | Giri | Tempo     | Griglia | Punti |
| --- | -- | -------------------- | --------------------------- | ------------ | ---- | --------- | ------- | ----- |
| 1   | 41 | Yōichi Ui            | Derbi Racing                | Derbi        | 24   | 43:43.690 | 1       | 25    |
| 2   | 32 | Mirko Giansanti      | Benetton Playlife           | Honda        | 24   | +1.655    | 13      | 20    |
| 3   | 1  | Emilio Alzamora      | Telefonica Movistar Team    | Honda        | 24   | +1.857    | 7       | 16    |
| 4   | 4  | Roberto Locatelli    | Diesel Vasco Rossi Racing   | Aprilia      | 24   | +2.079    | 2       | 13    |
| 5   | 21 | Arnaud Vincent       | CC Valencia Airtel Aspar    | Aprilia      | 24   | +2.231    | 6       | 11    |
| 6   | 26 | Ivan Goi             | Team Fomma                  | Honda        | 24   | +5.899    | 12      | 10    |
| 7   | 9  | Lucio Cecchinello    | Givi Honda LCR              | Honda        | 24   | +10.132   | 5       | 9     |
| 8   | 54 | Manuel Poggiali      | Derbi Racing                | Derbi        | 24   | +13.923   | 9       | 8     |
| 9   | 23 | Gino Borsoi          | LAE - UGT 3000              | Aprilia      | 24   | +14.267   | 10      | 7     |
| 10  | 16 | Simone Sanna         | Diesel Vasco Rossi Racing   | Aprilia      | 24   | +20.522   | 16      | 6     |
| 11  | 8  | Gianluigi Scalvini   | Bossini Fontana Racing      | Aprilia      | 24   | +23.135   | 4       | 5     |
| 12  | 12 | Randy de Puniet      | Scrab Competition           | Aprilia      | 24   | +33.577   | 19      | 4     |
| 13  | 35 | Reinhard Stolz       | R.S. Adac - Esch Racing     | Honda        | 24   | +40.851   | 17      | 3     |
| 14  | 19 | Alessandro Brannetti | Antinucci Racing            | Honda        | 24   | +41.862   | 15      | 2     |
| 15  | 15 | Alex De Angelis      | Chupa Chups Matteoni Racing | Honda        | 24   | +41.883   | 22      | 1     |
| 16  | 29 | Ángel Nieto Jr       | Telefonica Movistar Team    | Honda        | 24   | +42.843   | 26      |       |
| 17  | 18 | Toni Elías           | Chupa Chups Matteoni Racing | Honda        | 24   | +1:01.198 | 17      |       |
| 18  | 51 | Marco Petrini        | Semprucci Biesse Aprilia    | Aprilia      | 24   | +1:21.871 | 21      |       |
| 19  | 63 | Jimmy Petit          | R.M.S.                      | Honda        | 24   | +1:25.409 | 24      |       |
| 20  | 62 | Erwan Nigon          | Riom Racing                 | Yamaha       | 23   | +1 giro   | 29      |       |
| 21  | 61 | Grégory Lefort       | Provence Moto Sport         | Aprilia      | 23   | +1 giro   | 27      |       |
| 22  | 64 | Hugo Marchand        | H.R.C.                      | Honda        | 23   | +1 giro   | 28      |       |

### Ritirati
| Nº | Pilota             | Squadra                  | Motocicletta | Giri | Griglia |
| -- | ------------------ | ------------------------ | ------------ | ---- | ------- |
| 11 | Max Sabbatani      | Racing Service           | Honda        | 20   | 8       |
| 39 | Jaroslav Huleš     | Italjet Moto             | Italjet      | 19   | 23      |
| 3  | Masao Azuma        | Benetton Playlife        | Honda        | 9    | 11      |
| 22 | Pablo Nieto        | Derbi Racing             | Derbi        | 7    | 25      |
| 5  | Noboru Ueda        | Givi Honda LCR           | Honda        | 4    | 3       |
| 53 | William De Angelis | Semprucci Biesse Aprilia | Aprilia      | 2    | 20      |
| 17 | Steve Jenkner      | Pev Massivhaus ADAC Sac  | Honda        | 1    | 14      |

### Non qualificati
| Nº | Pilota         | Moto    |
| -- | -------------- | ------- |
| 60 | Lionel Lecomte | Honda   |
| 24 | Leon Haslam    | Italjet |